# ماكس داشو
ماكس داشو (بالإنجليزية: Max Dashu)‏‏ (1950 في الولايات المتحدة - ) مؤرخة الفن، وأمينة متحف من الولايات المتحدة.